# Cardotiella quinquefaria
Cardotiella quinquefaria är en bladmossart som beskrevs av Dale Hadley Vitt 1981. Cardotiella quinquefaria ingår i släktet Cardotiella och familjen Orthotrichaceae. Inga underarter finns listade i Catalogue of Life.